# Tyria gilleti
Tyria gilleti är en fjärilsart som beskrevs av Andre. Tyria gilleti ingår i släktet Tyria och familjen björnspinnare. Inga underarter finns listade i Catalogue of Life.